# Roquebrune-Cap-Martin
Pour les articles homonymes, voir Roquebrune et Martin.
Roquebrune-Cap-Martin est une commune française située dans le département des Alpes-Maritimes en région Provence-Alpes-Côte d'Azur. Roquebrune-Cap-Martin est également connue sous les nom et abréviation de Roquebrune ou RCM.

## Géographie

### Localisation
La commune est limitrophe de la principauté de Monaco, le vieux village en est distant de 2 km, et est situé à 6 km de Menton et de Beausoleil.
| Peille             | Gorbio                | Menton           |
| Peille             | Roquebrune-Cap-Martin | Menton           |
| Beausoleil, Monaco | Mer Méditerranée      | Mer Méditerranée |

### Géologie et relief
Roquebrune s'étage sur les trois corniches et l'autoroute A8. Le vieux village est repérable par son donjon, situé à 225 m d'altitude, dans un cirque montagneux que domine le mont Agel.
La commune se compose de 548,00 hectares de territoires artificialisés (57,74 %), 396,87 hectares de forêts et milieux semi-naturels (41,82 %) et 3,67 hectares de surfaces en eau (0,39 %).
Espaces naturels :
- Un espace protégé hors Natura 2000 :

Cap martin. Terrain acquis par le Conservatoire du Littoral.
- Deux espaces protégés Natura 2000 :

Corniches de la Rivièra,
Cap Martin. Continental et marin.
- Une zone naturelle d'intérêt écologique, faunistique et floristique (Znieff) :

Cap Martin,
Adrets de Fontbonne et du Mont Gros,
Mont Agel,
Collines de Rappalin et de la Coupière,
Établissement de pêche de Roquebrune.

### Hydrographie et Eaux souterraines
La commune dispose de six forages, quatre sources et un puits.
Roquebrune-Cap-Martin dispose de la station d'épuration d'une capacité de 32 000 équivalent-habitants,.

### Climat
Pour des articles plus généraux, voir Climat de Provence-Alpes-Côte d'Azur et Climat des Alpes-Maritimes.
En 2010, le climat de la commune est de type climat méditerranéen altéré, selon une étude du Centre national de la recherche scientifique s'appuyant sur une série de données couvrant la période 1971-2000. En 2020, Météo-France publie une typologie des climats de la France métropolitaine dans laquelle la commune est exposée à un climat méditerranéen et est dans la région climatique Var, Alpes-Maritimes, caractérisée par une pluviométrie abondante en automne et en hiver (250 à 300 mm en automne), un très bon ensoleillement en été (fraction d’insolation > 75 %), un hiver doux (8 °C) et peu de brouillards.
Pour la période 1971-2000, la température annuelle moyenne est de 15,7 °C, avec une amplitude thermique annuelle de 14,9 °C. Le cumul annuel moyen de précipitations est de 804 mm, avec 5,8 jours de précipitations en janvier et 1,7 jours en juillet. Pour la période 1991-2020, la température moyenne annuelle observée sur la station météorologique de Météo-France la plus proche, « Peille », sur la commune de Peille à 8 km à vol d'oiseau, est de 10,8 °C et le cumul annuel moyen de précipitations est de 935,0 mm. 
La température maximale relevée sur cette station est de 35 °C, atteinte le 28 juin 2019 ; la température minimale est de −10,3 °C, atteinte le 27 février 2018,,.
| Mois                                  | jan.            | fév.           | mars            | avril         | mai           | juin         | jui.          | août          | sep.            | oct.          | nov.            | déc.            | année      |
| ------------------------------------- | --------------- | -------------- | --------------- | ------------- | ------------- | ------------ | ------------- | ------------- | --------------- | ------------- | --------------- | --------------- | ---------- |
| Température minimale moyenne (°C)     | 0,9             | 0,7            | 3,1             | 5,3           | 9,2           | 13,1         | 15,7          | 15,9          | 11,9            | 8,4           | 4,5             | 1,9             | 7,6        |
| Température moyenne (°C)              | 3,8             | 3,7            | 6,3             | 8,7           | 12,8          | 16,8         | 19,5          | 19,6          | 15,3            | 11,5          | 7,2             | 4,6             | 10,8       |
| Température maximale moyenne (°C)     | 6,6             | 6,8            | 9,6             | 12,1          | 16,3          | 20,5         | 23,2          | 23,3          | 18,7            | 14,5          | 10              | 7,3             | 14,1       |
| Record de froid (°C) date du record   | −7,9 31.01.1999 | −10,3 27.02.18 | −9,6 01.03.05   | −4,9 08.04.03 | −0,1 05.05.19 | 4,7 01.06.06 | 7,8 12.07.00  | 8,6 31.08.12  | 3,1 18.09.1994  | −1,5 28.10.12 | −7,4 23.11.1988 | −9 29.12.1996   | −10,3 2018 |
| Record de chaleur (°C) date du record | 19,8 19.01.07   | 19,8 03.02.20  | 23,4 25.03.1989 | 23,6 10.04.11 | 27,1 24.05.09 | 35 28.06.19  | 30,8 25.07.19 | 32,9 24.08.23 | 27,5 06.09.1988 | 24 01.10.23   | 21,9 10.11.15   | 18,8 13.12.1994 | 35 2019    |
| Précipitations (mm)                   | 87,9            | 61,6           | 63,2            | 85,5          | 58            | 36,9         | 19,4          | 25,5          | 90,5            | 137,2         | 158,6           | 110,7           | 935        |

| Diagramme climatique                                  |            |            |             |           |              |              |              |              |              |            |             |
| J                                                     | F          | M          | A           | M         | J            | J            | A            | S            | O            | N          | D           |
| 6,60,987,9                                            | 6,80,761,6 | 9,63,163,2 | 12,15,385,5 | 16,39,258 | 20,513,136,9 | 23,215,719,4 | 23,315,925,5 | 18,711,990,5 | 14,58,4137,2 | 104,5158,6 | 7,31,9110,7 |
| Moyennes : • Temp. maxi et mini °C • Précipitation mm |            |            |             |           |              |              |              |              |              |            |             |

Les paramètres climatiques de la commune ont été estimés pour le milieu du siècle (2041-2070) selon différents scénarios d'émission de gaz à effet de serre à partir des nouvelles projections climatiques de référence DRIAS-2020. Ils sont consultables sur un site dédié publié par Météo-France en novembre 2022.

## Histoire

### Antiquité
Dès l'Antiquité, le territoire de Roquebrune a été investi par les occupants romains, comme en témoignent les traces de la présence romaine qui y subsistent. La Via Augusta, voie côtière qui la reliait à Rome, le traversait, et on y a trouvé deux bornes milliaires : la première est dédiée à l'empereur AUGUSTE et datée de moins 12 avant J-C ; la seconde est dédiée à Caracalla et datée des années 212 à 213 après J.C. Cette dernière est conservée au Musée d'Anthropologie de Monaco. Comme c'était l'usage chez les romains, un grand monument funéraire a été construit probablement au Ier siècle de notre ère au bord de la voie romaine. On peut voir les vestiges du Mausolée de Lumone au 41 avenue Paul-Doumer (départementale 52). 
La fondation de Roquebrune remonte à 970 par le comte de Vintimille, Conrad Ier, notamment pour renforcer la protection de sa frontière occidentale, sur la seule route alors existante :  la via Julia Augusta, voie romaine qui perdure jusqu'à nos jours.

### Moyen Âge
La forteresse comprend alors tout le village. En 1355, les Vento vendent Roquebrune et Menton qui deviennent possession de la famille des Grimaldi, pour cinq siècles, durant lesquels la puissance militaire du donjon est augmentée. Roquebrune n’a jamais fait partie du comté de Nice historique.

### Période contemporaine
En 1793, Roquebrune devient française, puis redevient monégasque en 1814 avant de s’ériger en ville libre en 1848 avec Menton sous la protection du roi de Sardaigne. Pour le remercier de son aide à l'unification italienne, le roi Victor-Emmanuel II cède à la France le comté de Nice. C'est donc en 1860, que les habitants consultés par plébiscite sont rattachés à la France. En 1861, Roquebrune et Menton deviennent véritablement françaises, le gouvernement de Napoléon III payant à la principauté de Monaco quatre millions de francs-or en échange de la cession à la France des villes de Menton et Roquebrune sur lesquelles elle détenait des droits.
La construction d'une route plus proche du littoral traversant son territoire est un projet de Napoléon Bonaparte, réalisé en 1804, qui a contribué à son rattachement économique au reste de la Côte d'Azur (l'actuelle Moyenne Corniche). Le Cap-Martin, où se trouve une église, faiblement habité mais cité dès le XIe siècle (loco dicitur u Capo de Sanct Martin vers 1303), fait partie de la seigneurie.
À partir du milieu du XIXe siècle, avec la construction de la ligne de chemin de fer Marseille-Vintimille, cette partie de la côte devient également un pôle d'attraction ou une résidence secondaire pour les personnalités connues. Élisabeth de Wittelsbach a passé plusieurs mois des dernières années de sa vie, de 1894 à 1897, à l'hôtel du Cap-Martin. Eugénie, veuve de Napoléon III, y possédait une villa. Au XXe siècle, Le Corbusier y construit un cabanon, selon une conception architecturale minimaliste. Il s'est noyé dans la mer le 27 août 1965 et a été enterré dans le cimetière local. Coco Chanel a acheté la villa La Pausa, dans laquelle Winston Churchill fut, parmi d'autres, un invité régulier. Aujourd'hui, entre autres, la famille royale belge est propriétaire d'une villa au Cap-Martin.

## Urbanisme

### Typologie
Au 1er janvier 2024, Roquebrune-Cap-Martin est catégorisée centre urbain intermédiaire, selon la nouvelle grille communale de densité à sept niveaux définie par l'Insee en 2022.
Elle appartient à l'unité urbaine de Menton-Monaco (partie française), une agglomération internationale regroupant neuf  communes, dont elle est une commune de la banlieue,,. Par ailleurs la commune fait partie de l'aire d'attraction de Monaco - Menton (partie française), dont elle est une commune de la couronne,. Cette aire, qui regroupe 12 communes, est catégorisée dans les aires de 50 000 à moins de 200 000 habitants,.
La commune, bordée par la mer Méditerranée, est également une commune littorale au sens de la loi du 3 janvier 1986, dite loi littoral. Des dispositions spécifiques d’urbanisme s’y appliquent dès lors afin de préserver les espaces naturels, les sites, les paysages et l’équilibre écologique du littoral, tel le principe d'inconstructibilité, en dehors des espaces urbanisés, sur la bande littorale des 100 mètres, ou plus si le plan local d'urbanisme le prévoit.

### Occupation des sols
L'occupation des sols de la commune, telle qu'elle ressort de la base de données européenne d’occupation biophysique des sols Corine Land Cover (CLC), est marquée par l'importance des territoires artificialisés (57,9 % en 2018), en augmentation par rapport à 1990 (33,5 %). La répartition détaillée en 2018 est la suivante : 
zones urbanisées (57,9 %), milieux à végétation arbustive et/ou herbacée (22,5 %), forêts (18,9 %), eaux maritimes (0,7 %).
L'évolution de l’occupation des sols de la commune et de ses infrastructures peut être observée sur les différentes représentations cartographiques du territoire : la carte de Cassini (XVIIIe siècle), la carte d'état-major (1820-1866) et les cartes ou photos aériennes de l'IGN pour la période actuelle (1950 à aujourd'hui).

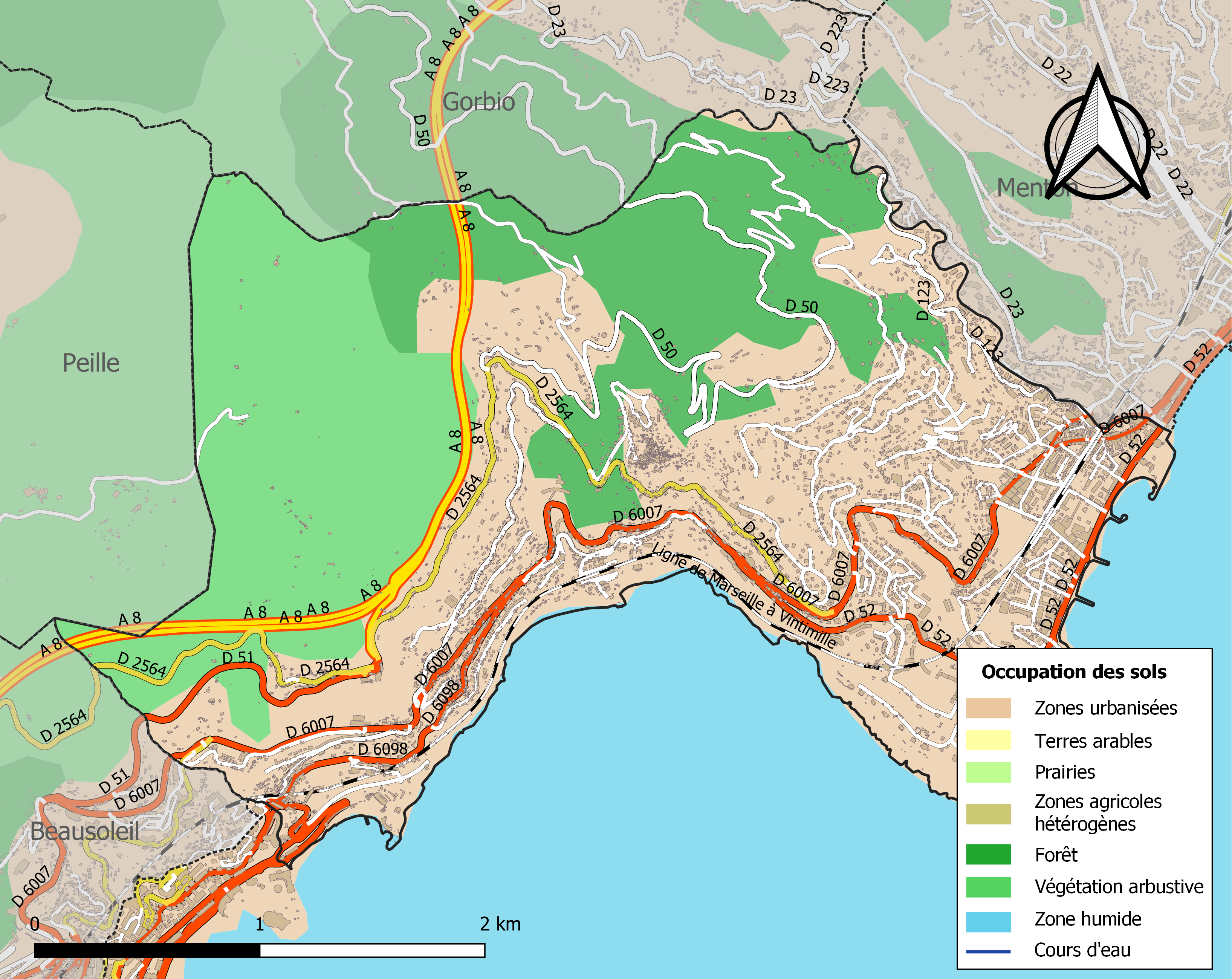
Carte de l'occupation des sols de la commune en 2018 (CLC).
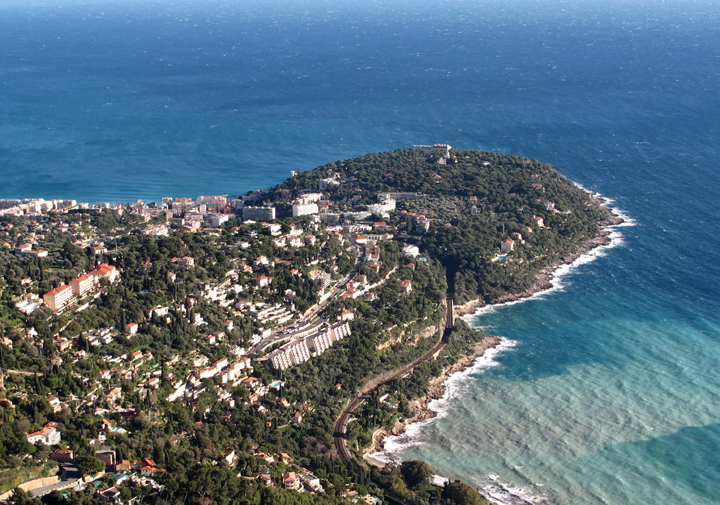
Roquebrune-Cap-Martin et le cap Martin.

### Planification de l'aménagement
La commune dispose d'un plan local d'urbanisme.
Entre le village perché et la ville s'étendent les nombreuses résidences au long des départementales 6007 et 6098 (ex RN7 et RN98). Roquebrune s'étage sur les trois corniches et l'autoroute A8.
De plus, l'ensemble de Roquebrune constitue le seul spécimen, existant en France, des châteaux dits carolingiens, embryons de ceux élevés deux siècles plus tard et qui marquèrent l'apogée de la féodalité. Il y a l'ancien et le nouveau village, tous deux séparés par la rue principale. On y voit la différence d'architecture des maisons due au décalage de temps entre leur construction ;
- la ville, au sein de laquelle on peut encore distinguer :
  - le Cap Martin, où se situent la Mairie et le bureau de Poste principal, le Parc des Oliviers, très grand parc offert par un ancien maire de la ville, nombreux hôtels et résidences privées.
  - Carnolès (à l'est), où se situent écoles, collège, lycée religieux et une grande partie de la population ; à sa limite avec Menton, avenue Florette, le torrent de Gorbio a aussi son embouchure, avec la nouvelle station d'épuration et la piscine municipale.
  - Saint-Roman (à l'ouest), limitrophe de Monaco, où se trouvent les terrains de tennis du Monte Carlo Country Club, Monte Carlo Beach hôtel.

### Voies de communications et transports

#### Voies routières
Roquebrune s'étage sur les trois corniches et l'autoroute A8. Le village est desservi par les départementales 6007 et 6098 (ex RN7 et RN98).

#### Transports en commun
- Transport en Provence-Alpes-Côte d'Azur

Des navettes par autocars assurent la liaison entre l’aéroport de Nice et Roquebrune Cap Martin tous les jours de l’année.

#### Lignes SNCF
- Gare de Nice-Ville, et gare de Menton desservies par les grandes lignes.
- Gare de Cap-Martin-Roquebrune, et gare de Carnolès desservies par TER.
- Ancien tramway sur la ligne de Menton[28]

#### Transports aériens
- Aéroport de Nice-Côte d'Azur (Nice)

#### Ports
- Ports en Provence-Alpes-Côte d'Azur :
  - Port Lympia (port de Nice),
  - Port Hercule (Port de Monaco).

### Risques naturels et technologiques

#### Sismicité
Commune située en zone de sismicité moyenne.

## Toponymie
Le nom d'origine du village est Ròcabruna [ˌrɔ.ka.ˈbry.na] ou [ˌru.ka.ˈbry.na], ce qui signifie « Roche Brune » en langue d'oc, en référence à la couleur brune des roches que l'on peut observer dans le vieux village. Ce nom est successivement italianisé puis francisé en Roccabruna et Roquebrune respectivement. En 1890, le nom de la commune est modifié en Cabbé-Roquebrune. En 1913, la commune change à nouveau de nom et devient Roquebrune-Cap-Martin, ce qui donne Ròcabruna e Caup Martin en occitan.
Les traductions du nom officiel contemporain sont Roccabruna-Capo Martino en italien et Rocabrüna-Cavu Marti̍n en monégasque.

## Politique et administration

### Tendances politiques et résultats
- Élection municipale de 2008 : 63,29 % pour Patrick Césari (UMP), maire sortant, 21,45 % pour Jean-Marie Hill (DVD), 8,91 % pour Francis Leborgne (PS), 6,35 % pour Dov Mimouni (Centriste), 60,59 % de participation.
- Élection municipale de 2014 : 66,98 % pour Patrick Césari (UMP), maire sortant, 23,10 % pour Marie-Christine Franc de Ferrière (SE), 9,90 % pour Francis Leborgne (PS-PCF-EELV), 54,75 % de participation.
- Élection municipale de 2020 : 52,11 % pour Patrick Césari (LR), maire sortant, 32,98 % pour Anthony Malvault (SE), 14,90 % pour Marie-Christine Franc de Ferrière	(DVC), 42,02 % de participation.

### Intercommunalité
Commune membre de la Communauté d'agglomération de la Riviera française.

### Liste des maires
| Période                                  | Période      | Identité                      | Étiquette       | Qualité |
| ---------------------------------------- | ------------ | ----------------------------- | --------------- | --- |
| Les données manquantes sont à compléter. |              |                               |                 | |
| 1860                                     | janvier 1878 | Jean-Baptiste Otto            |                 | |
| janvier 1878                             | mai 1884     | Jean Revelly                  |                 | |
| mai 1884                                 | mai 1888     | Barthélemy Vincent            |                 | |
| mai 1888                                 | mai 1892     | Ludovic Imbert                |                 | |
| mai 1892                                 | 1892         | Asciscle Vilarem              |                 | |
| septembre 1892                           | mai 1900     | Jean-Baptiste Pastorelli      |                 | |
| mai 1900                                 | février 1911 | Félix-Antoine Brigliano       |                 | |
| février 1911                             | 1923         | Marcel Le Roy-Dupré           |                 | Banquier et administrateur de société |
| décembre 1923                            | mai 1929     | Sylvio de Monléon (1862-1939) |                 | Propriétaire exploitant |
| mai 1929                                 | août 1929    | Ernest Vincent                |                 | Capitaine |
| septembre 1929                           | 1932         | Albert Vincent                |                 | |
| juillet 1932                             | mai 1935     | Pierre Orsini                 |                 | |
| mai 1935                                 | juillet 1955 | Fernand Torthe                | Rad.soc.        | Entrepreneur Conseiller général de Menton (1945 → 1951) |
| 1955                                     | 1969         | Louis Lottier                 |                 | Décédé en fonction |
| 1969                                     | mars 1977    | Jean Gioan                    |                 | Chef d'entreprise (électricité) |
| mars 1977                                | mars 1983    | Charles Imbert                |                 | Avocat |
| mars 1983                                | juin 1995    | Jean Pérégrini (1925-2020)    | RPR             | Hôtelier Conseiller général de Menton (1985 → 1994) |
| juin 1995                                | En cours     | Patrick Cesari                | RPR puis UMP-LR | Agent général d'assurances Conseiller général de Menton (1994 → 1998) Conseiller général de Menton-Ouest (1998 → 2015) Conseiller départemental de Menton (2015 → ) Vice-président du conseil départemental (2015 → ) Président de la Communauté d'agglomération de la Riviera française (2008 → 2017) Vice-président de la Communauté d'agglomération de la Riviera française (2017 → ) Réélu en 2001, 2008, 2014 et 2020 |

Une élection municipale partielle eut lieu en 1969, à la suite du décès de Louis Lottier, amenant à l'élection de Jean Gioan.

## Finances communales

### Budget et fiscalité 2023

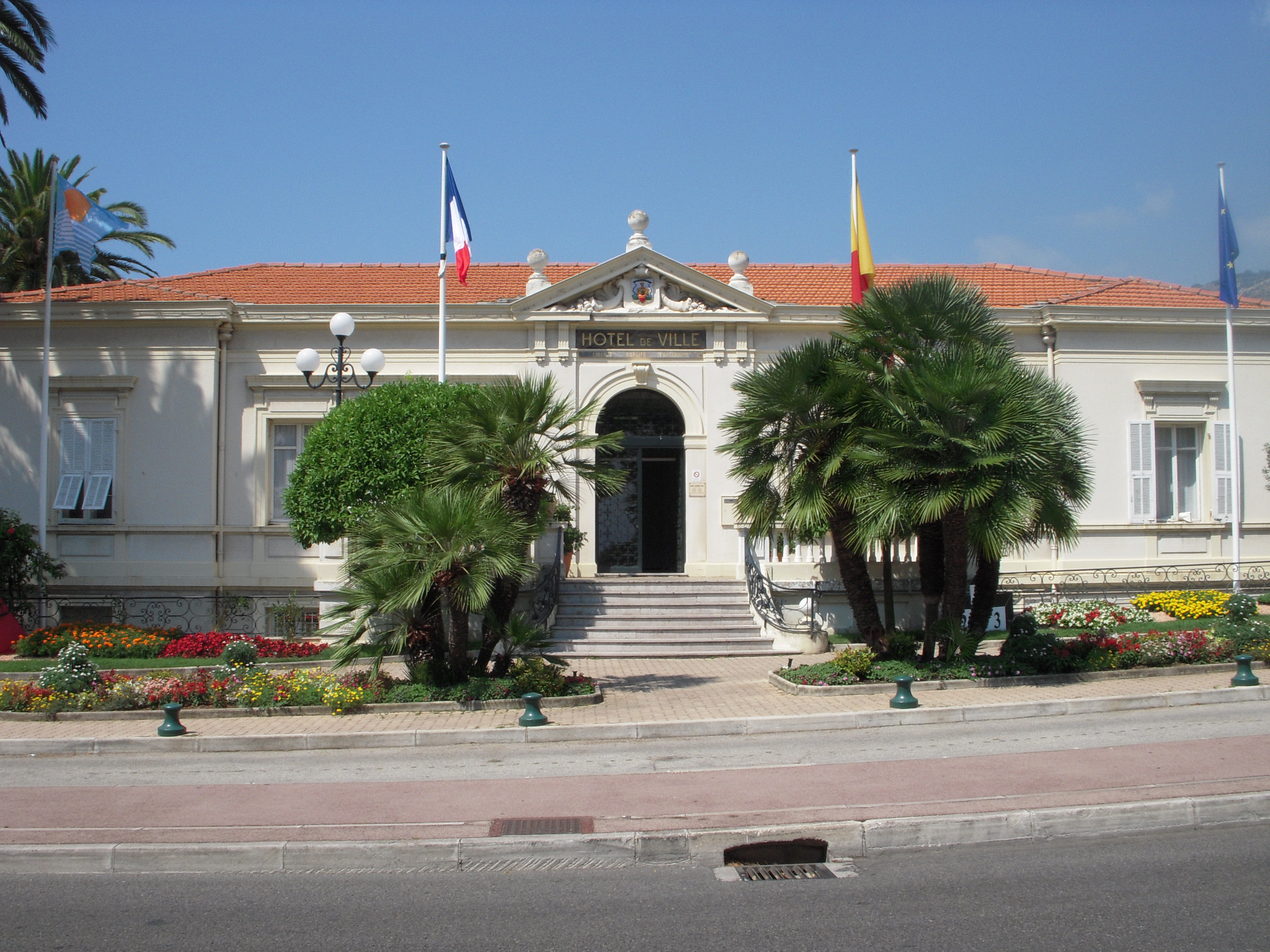
Hôtel de ville.

En 2023, le budget de la commune était constitué ainsi :
- total des produits de fonctionnement : 32 038 000 €, soit 2 434 € par habitant ;
- total des charges de fonctionnement : 29 272 000 €, soit 2 224 € par habitant ;
- total des ressources d'investissement : 7 773 000 €, soit 591 € par habitant ;
- total des emplois d'investissement : 6 321 000 €, soit 480 € par habitant ;
- endettement : 8 662 000 €, soit 658 € par habitant.

Avec les taux de fiscalité suivants :
- taxe d'habitation : 15,34 % ;
- taxe foncière sur les propriétés bâties : 23,77 % ;
- taxe foncière sur les propriétés non bâties : 13,98 % ;
- taxe additionnelle à la taxe foncière sur les propriétés non bâties : 0,00 % ;
- cotisation foncière des entreprises : 0,00 %.

Chiffres clés Revenus et pauvreté des ménages en 2021 : médiane en 2021 du revenu disponible, par unité de consommation : 25 330 €.

### Jumelages
- Profondeville (Belgique)

## Équipements et services publics

### Enseignement
Établissements d'enseignements :
- Écoles maternelles et primaires,
- Collège,
- Lycée.

### Santé
Professionnels et établissements de santé :
- Médecins,
- Pharmacies,
- Hôpitaux à Gorbio, Menton.

## Population et société

### Démographie

#### Évolution démographique
L'évolution du nombre d'habitants est connue à travers les recensements de la population effectués dans la commune depuis 1793. Pour les communes de plus de 10 000 habitants les recensements ont lieu chaque année à la suite d'une enquête par sondage auprès d'un échantillon d'adresses représentant 8 % de leurs logements, contrairement aux autres communes qui ont un recensement réel tous les cinq ans,.

En 2022, la commune comptait 12 419 habitants, en évolution de −3,75 % par rapport à 2016 (Alpes-Maritimes : +2,85 %, France hors Mayotte : +2,11 %).
| 1793 | 1800 | 1806 | 1858 | 1861 | 1866 | 1872 | 1876 | 1881  |
| ---- | ---- | ---- | ---- | ---- | ---- | ---- | ---- | ----- |
| 637  | 884  | 644  | 836  | 844  | 887  | 828  | 847  | 1 068 |

| 1886  | 1891  | 1896  | 1901  | 1906  | 1911  | 1921  | 1926  | 1931  |
| ----- | ----- | ----- | ----- | ----- | ----- | ----- | ----- | ----- |
| 1 135 | 2 157 | 2 588 | 2 744 | 3 304 | 5 337 | 5 318 | 6 462 | 6 888 |

| 1936  | 1946  | 1954  | 1962  | 1968  | 1975   | 1982   | 1990   | 1999   |
| ----- | ----- | ----- | ----- | ----- | ------ | ------ | ------ | ------ |
| 6 133 | 4 610 | 5 279 | 6 529 | 8 345 | 10 996 | 12 450 | 12 376 | 11 692 |

| 2006   | 2011   | 2016   | 2021   | 2022   | - | - | - | - |
| ------ | ------ | ------ | ------ | ------ | - | - | - | - |
| 13 067 | 12 450 | 12 903 | 12 371 | 12 419 | - | - | - | - |

#### Pyramide des âges
En 2021, le taux de personnes d'un âge inférieur à 30 ans s'élève à 26,7 %, soit en dessous de la moyenne départementale (31,0 %). À l'inverse, le taux de personnes d'âge supérieur à 60 ans est de 32,3 % la même année, alors qu'il est de 31,0 % au niveau départemental.
En 2021, la commune comptait 5 560 hommes pour 6 811 femmes, soit un taux de 55,06 % de femmes, légèrement supérieur au taux départemental (52,74 %).
Les pyramides des âges de la commune et du département s'établissent comme suit :
| Hommes | Classe d’âge | Femmes |
| ------ | ------------ | ------ |
| 1,5    | 90 ou +      | 2,3    |
| 10,4   | 75-89 ans    | 15,2   |
| 17,2   | 60-74 ans    | 17,5   |
| 23,6   | 45-59 ans    | 21,2   |
| 19,1   | 30-44 ans    | 18,4   |
| 14,0   | 15-29 ans    | 12,3   |
| 14,2   | 0-14 ans     | 13,1   |

| Hommes | Classe d’âge | Femmes |
| ------ | ------------ | ------ |
| 1,1    | 90 ou +      | 2,6    |
| 9,5    | 75-89 ans    | 12,2   |
| 17,6   | 60-74 ans    | 18,7   |
| 20,3   | 45-59 ans    | 19,9   |
| 18,1   | 30-44 ans    | 17,5   |
| 16,5   | 15-29 ans    | 14,6   |
| 16,8   | 0-14 ans     | 14,4   |

### Manifestations culturelles et festivités
- Depuis près de 500 ans a lieu, dans l'après-midi du 5 août, une procession représentant en six tableaux les principales scènes de la Passion (à la suite d'un vœu prononcé en 1467 durant une épidémie de peste), elle se déroule entre l'église et la chapelle de la Pausa (Paix). Cette journée est d'ailleurs le plus souvent fériée, dans les services de la commune (administrations et mairie) notamment.
Dans la nuit du Vendredi saint a lieu la Procession du Christ-Mort, représentant la mise au tombeau, instituée autrefois par la Confrérie des Pénitents Blancs, aujourd'hui disparue. Un cortège composé d'une soixantaine de personnages - centurions et légionnaires romains, disciples transportant la statue du Christ, saintes femmes - parcours les rues de l'agglomération ornées de motifs lumineux rappelant les symboles de la Passion et éclairées par une multitude de lumignons formés de coquillages et de coquilles d'escargot.
- Le Masters de Monte-Carlo, qui se joue chaque année au mois d'avril au Monte-Carlo Country Club depuis 1897.

### Cultes
- Culte catholique, Paroisse : Notre-Dame des Rencontres[44], Diocèse de Nice.

## Économie

### Entreprises et commerces

#### Agriculture
Le programme prévu au plan local d'urbanisme a mis l'accent :
- sur la nécessité de « révéler le patrimoine témoin du passé agricole » en protégeant et réhabilitant les restanques ;
- en favorisant les activités sylvo-pastorales[46].

Le Domaine D'Agerbol, ferme agricole : Les jardins biologiques, plantes ornementales, aromatiques et officinales,.

#### Tourisme
La commune, station balnéaire climatique, bénéficie d'espaces naturels de qualité et de la proximité de Menton, Monaco, etc. On y trouve, pour se loger :
- Des hôtels,
- Des chambres d'hôtes.

#### Commerces et artisanat
- Commerces et services de proximité[51] :
  - Boulangerie-pâtisserie,
  - Boucherie.

## Culture locale et patrimoine

### Lieux et monuments

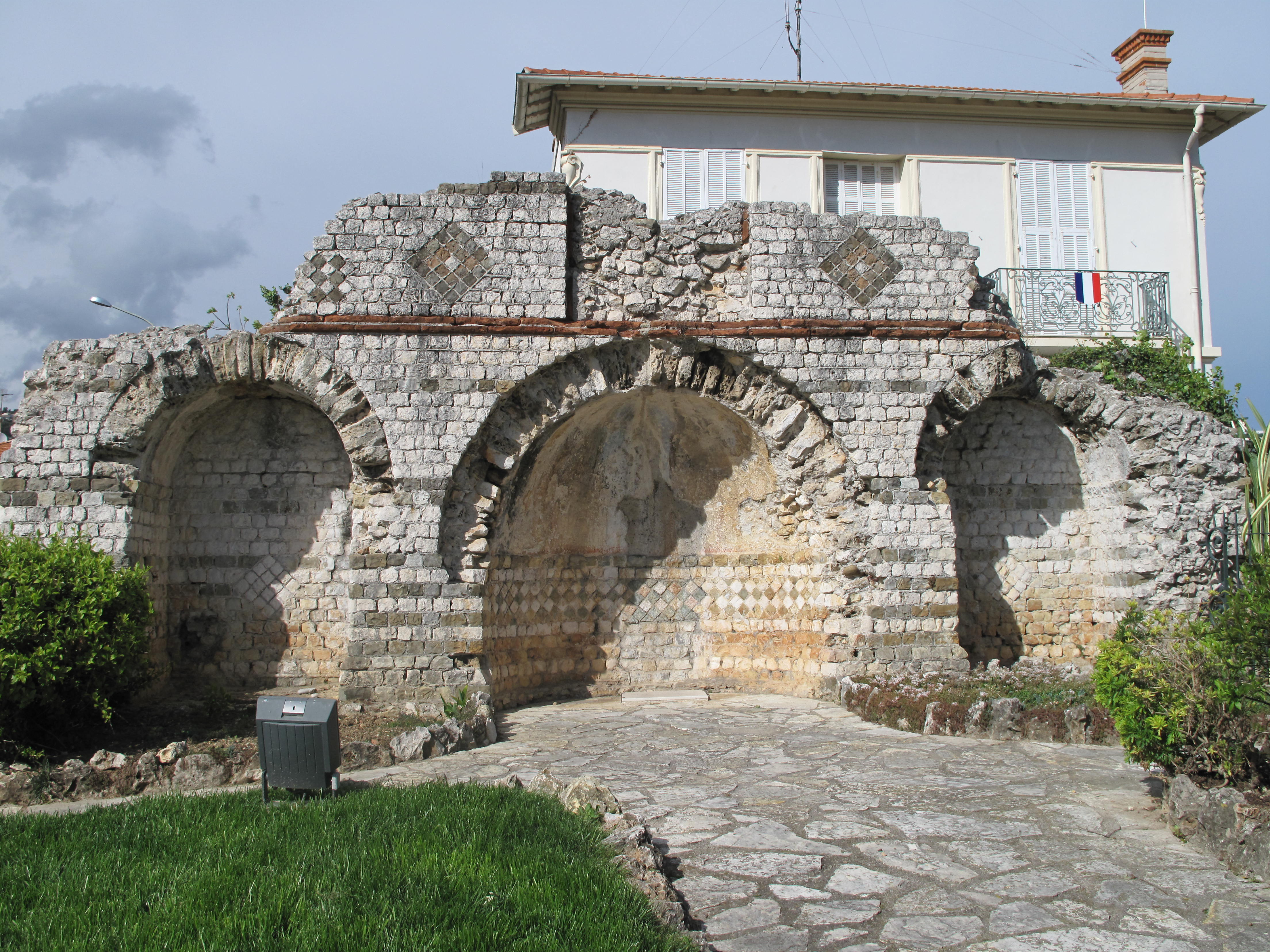
Le mausolée de Lumone.

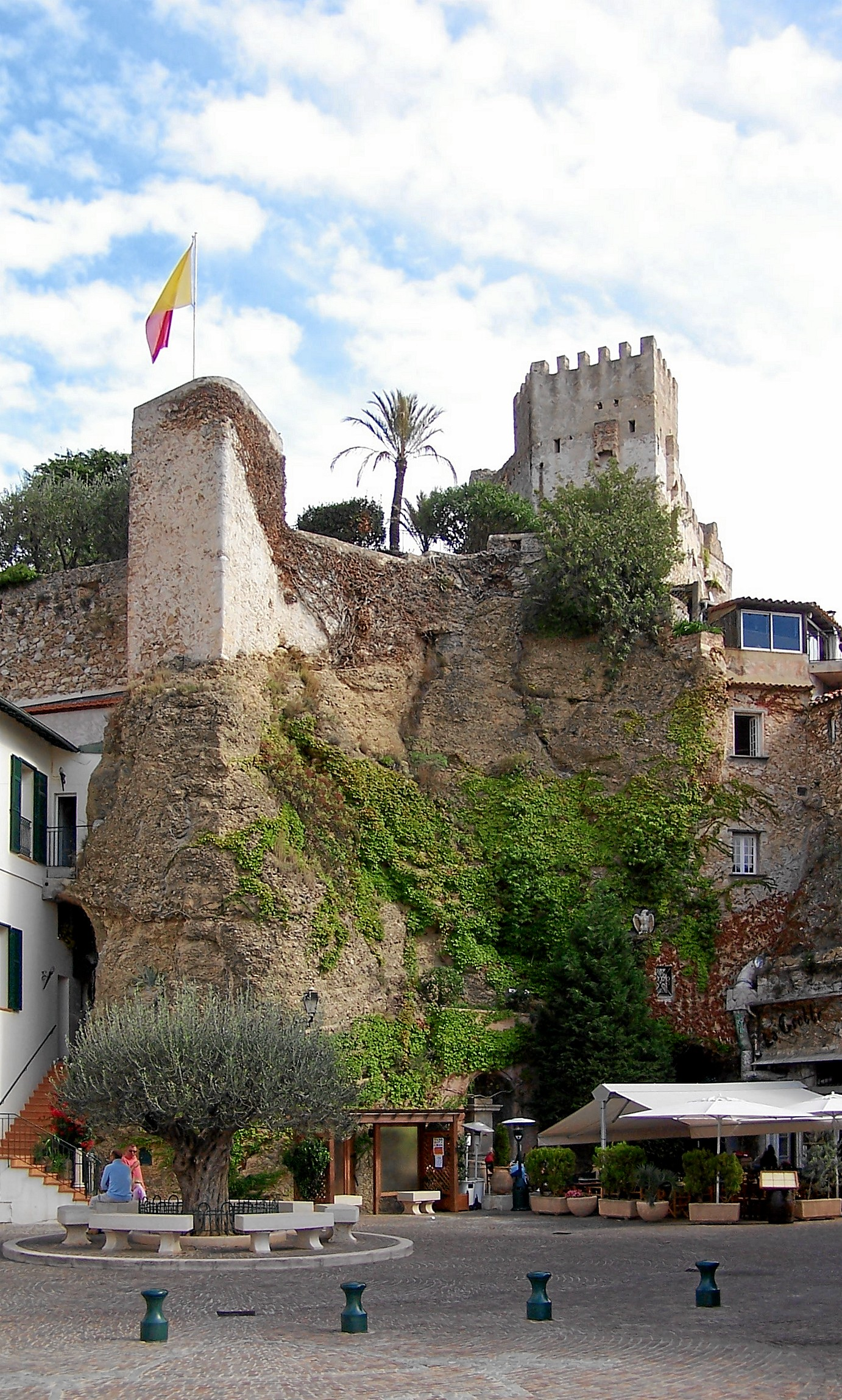
La place des Deux-Frères et le donjon.

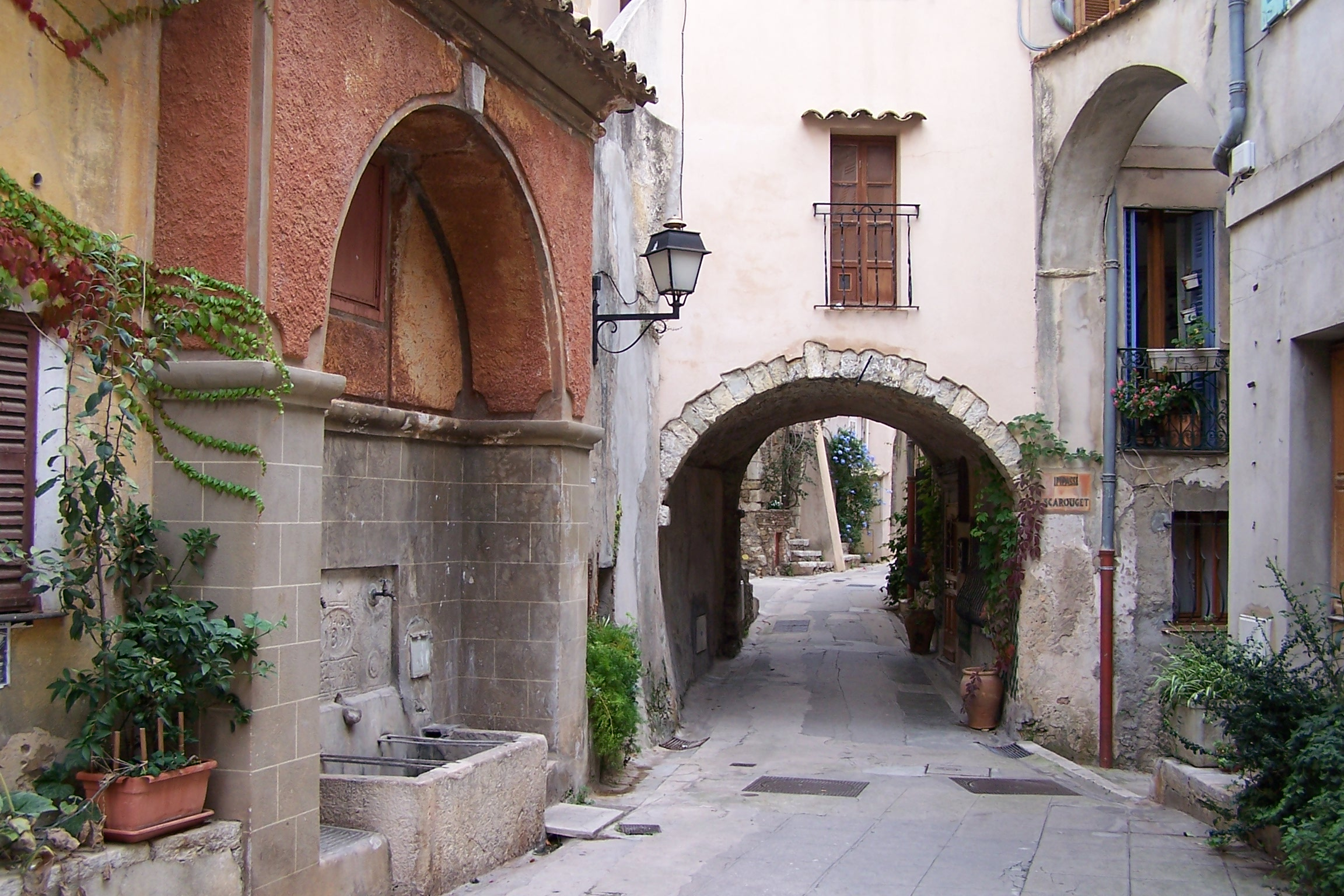
Rue du village.

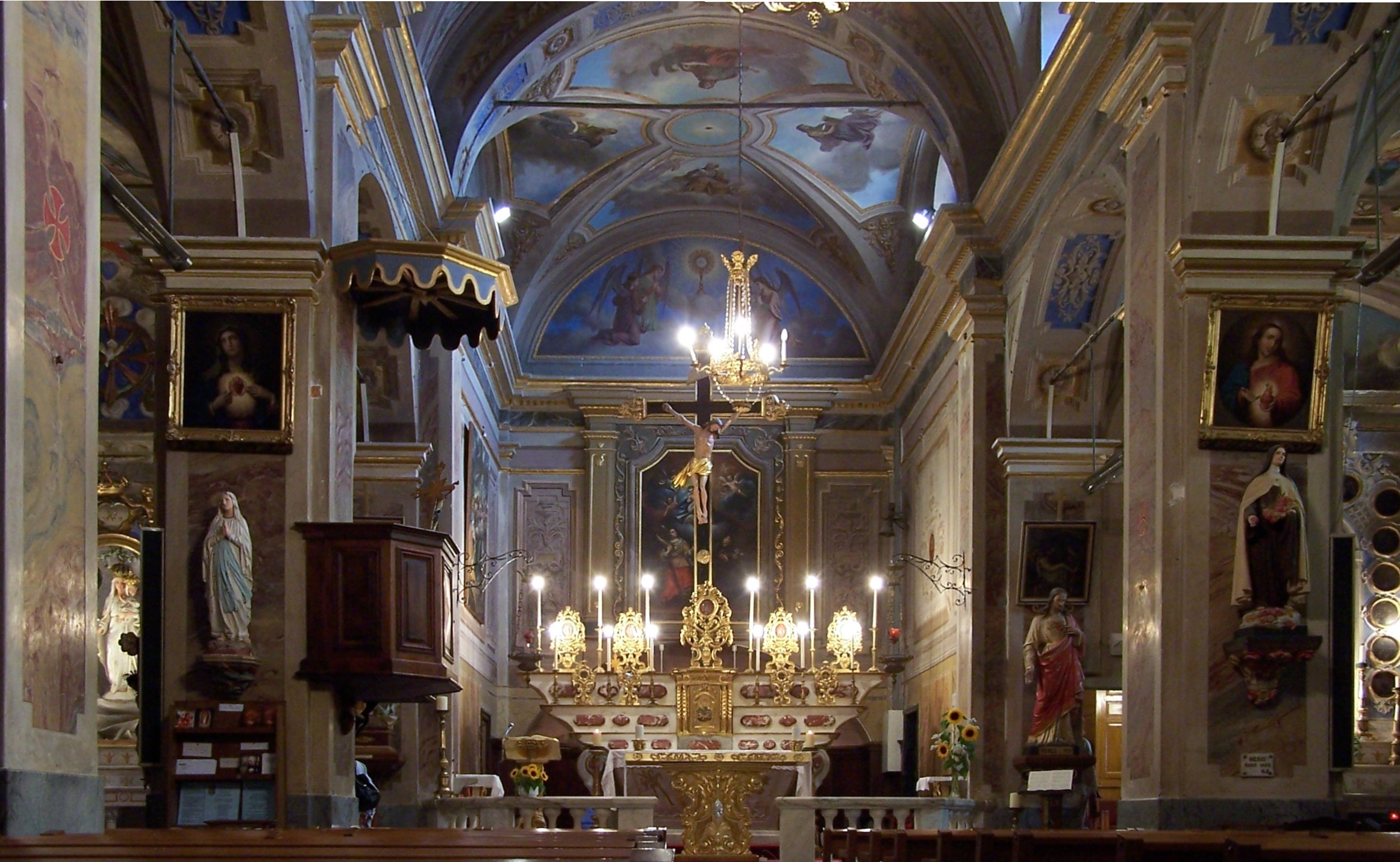
Intérieur de l'église Sainte-Marguerite.

#### Édifices civils
- * La Grotte du Vallonnet[52].
- Le Mausolée de Lumone[53] est un monument funéraire romain dit de la villa Lumone situé sur l’antique via Julia Augusta, aujourd’hui départementale 52. Il est probablement construit au Ier siècle de notre ère. (41 avenue Paul-Doumer).
- Le Grand Hôtel du Cap-Martin, construit en 1890 par Hans-Georg Tersling sur un terrain acheté par un anglais Calvin White. Cet hôtel hébergea des hôtes de marque, tels que l'empereur François-Joseph et son épouse Élisabeth d'Autriche. L'ex-impératrice Eugénie de Montijo y hébergea aussi ses invités pendant la construction de la villa Cyrnos[54].
- La Villa Cyrnos, construite en 1892 pour l'ex-impératrice Eugénie par Hans-Georg Tersling
- La Villa Aréthuse-Trianon, construite en 1893 pour Mme de Montgomery par le même Tiersling, est sa  troisième oeuvre sur la commune
- La villa Torre Clementina est érigée en 1904 le long du sentier du littoral. Ses jardins remarquables sont créés par l'artiste italien Raffaele Mainella (it)[55].
- La Villa Cypris, construite en 1904 au Cap Martin pour Madame Douine, née Cyprienne Dubernet.
- La Villa Pompadour[56],
- La Villa Casa del Mare, construite en 1904 par Hans-Georg Tersling entre la gare et la plage du Buse. Elle est de style Louis XVI proche de celui du palais Carnolès[57]. Le commanditaire, Osborne O'Hagan y a régulièrement organisé des concerts réunissant plus de deux cents invités, pour écouter notamment le pianiste Walter Morse Rummel. Y a vécu l'actrice italienne Silvana Mangano dans les années 1950[58]. En 1986, Mobutu Sese Seko, le président de la République démocratique du Congo, rebaptisée Zaïre, en devient le propriétaire  et y  séjourne régulièrement lors de ses vacances. La propriété a ensuite été acquise par un milliardaire russe[59].
- La Villa E-1027, première création architecturale d'Eileen Gray construite en 1924 sur le bord de mer de la commune.
- La Villa La Pausa de Coco Chanel, construite dans les années 1930.
- Le Site corbuséen est un ensemble d’essai architectural situé en aval de la  Villa d'Eileen Gray. Il est aménagé en trois temps : Le bal musette dit l'Étoile de mer construit par T. Rebutato en 1949, sur lequel s’accole, en 1952, le cabanon de Le Corbusier qui sert de modèle à cinq unités de camping entre 1954 et 1957.

#### Monuments commémoratifs
- Monument aux morts[60],[61], par Simon Bussy et L.P. Sezille[62].
- Monument de l'Impératrice d'Autriche Elisabeth.

#### Édifices militaires
- Le château médiéval est une fortification édifiée à la fin du Xe siècle. Son donjon est le plus ancien de France.
- Les ouvrages de Cap-Martin, de-la-Croupe-du-Réservoir et de Roquebrune sont des fortifications construites durant l'entre-deux-guerres, formant l'extrémité méridionale de la ligne Maginot.

#### Édifices religieux
- Église Sainte-Marguerite[63], construite au XIIe siècle et restaurée à plusieurs reprises, notamment au XIXe siècle. Depuis l'église, chaque année, se déroule la traditionnelle fête de la Passion[64].

Patrimoine mobilier :
* Autel retable de la Crucifixion, tableau : le Christ en croix entre la Vierge et saint Jean, avec les deux donateurs.
* 16 objets-reliquaires non identifiés (parure de l'autel majeur).
* Retable de l'autel du Rosaire, 15 tableaux : les Mystères du Rosaire, ancienne statue de procession : Vierge à l'Enfant.
* Ostensoir.
* Calice, patène.
* Calice, patène, étui.
* Croix de procession.
* Chasuble et 4 accessoires.
- Église Saint-Joseph, avenue Foch à Carnolès.
- Église Saint-Martin-du-Cap, avenue Doumer (moderne) au Cap Martin.
- Ruines du monastère Saint-Martin au Cap Martin[73].
- Tombeau romain[74].
- Chapelles[75] :
  - Chapelle de la Pausa, chemin de Menton, construite au XVe siècle à la suite d'un vœu des habitants au moment de l'épidémie de peste en 1467. Fresques intérieures. Le nom vient probablement de pause, car elle est située au pied du raidillon qui conduit au village et au château de Roquebrune. À l'origine, elle était dédiée à Notre-Dame-des-Neiges[57].
  - Chapelle Notre-Dame-de-Bon-Voyage (XIXe siècle), avenue Notre-Dame-de-Bon-Voyage.
  - Chapelle Saint-Roch, chemin de Menton.
  - Chapelle Saint-Roman, avenue de France.
  - Chapelle Saint-Pancrace, au cimetière.
  - Chapelle, promenade Robert Schuman.
  - Chapelle, avenue Virginie Hériot.

### Patrimoine naturel
- L'Olivier millénaire est considéré comme l'un des plus vieux du monde[76],Il ne se présente pas comme un individu, mais comme un ensemble de rejets de grande taille dont les racines absorbent peu à peu les cailloux du mur sur lequel il pousse. Il atteint une circonférence de 16 m et une hauteur de 13 m. Selon le professeur Robert Bourdu, spécialiste français des arbres remarquables, il a plus de 2 000 ans.
- Le Parc des oliviers est une ancienne oliveraie dont les anciens propriétaires ont fait don à la commune. De nombreux arbres sont plus que centenaires[77].

Les langues des Alpes-Maritimes avec Roquebrune en zone mentonasque.
vivaro-alpin (mentonasque)
vivaro-alpin ou gavot intermédiaire
vivaro-alpin (alpin)
provençal maritime
niçard
Brigasque (Royasque)
Tendasque (Brigasque-Royasque)
Figoun (ligure colonial)

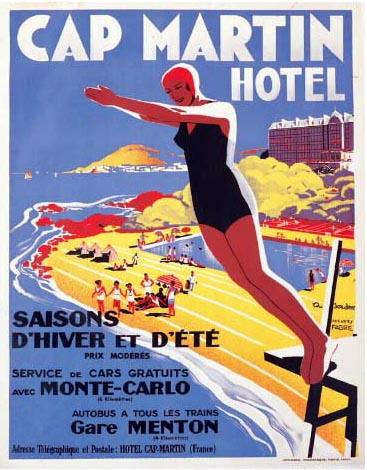
Affiche publicitaire.
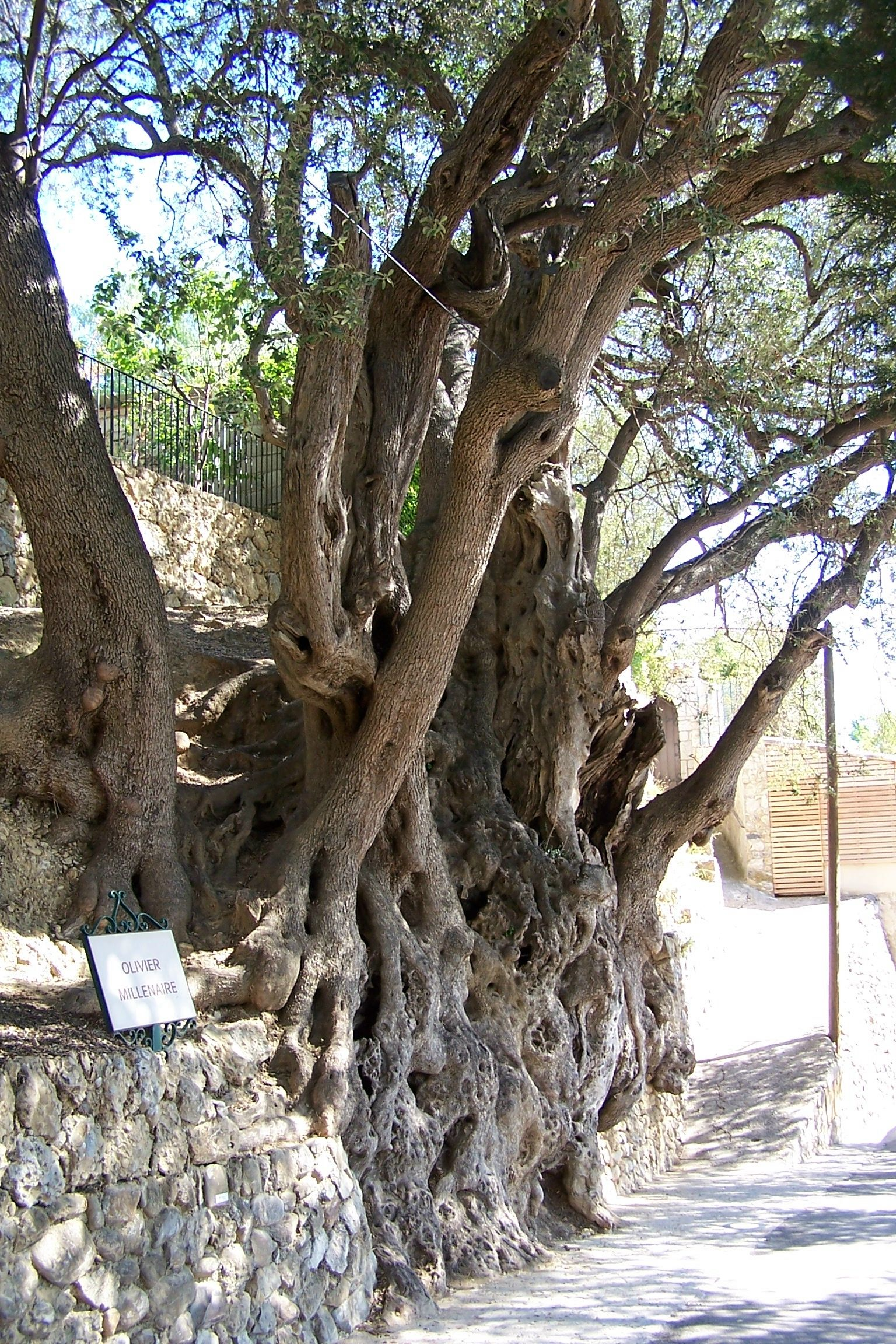
L'olivier millénaire au village.
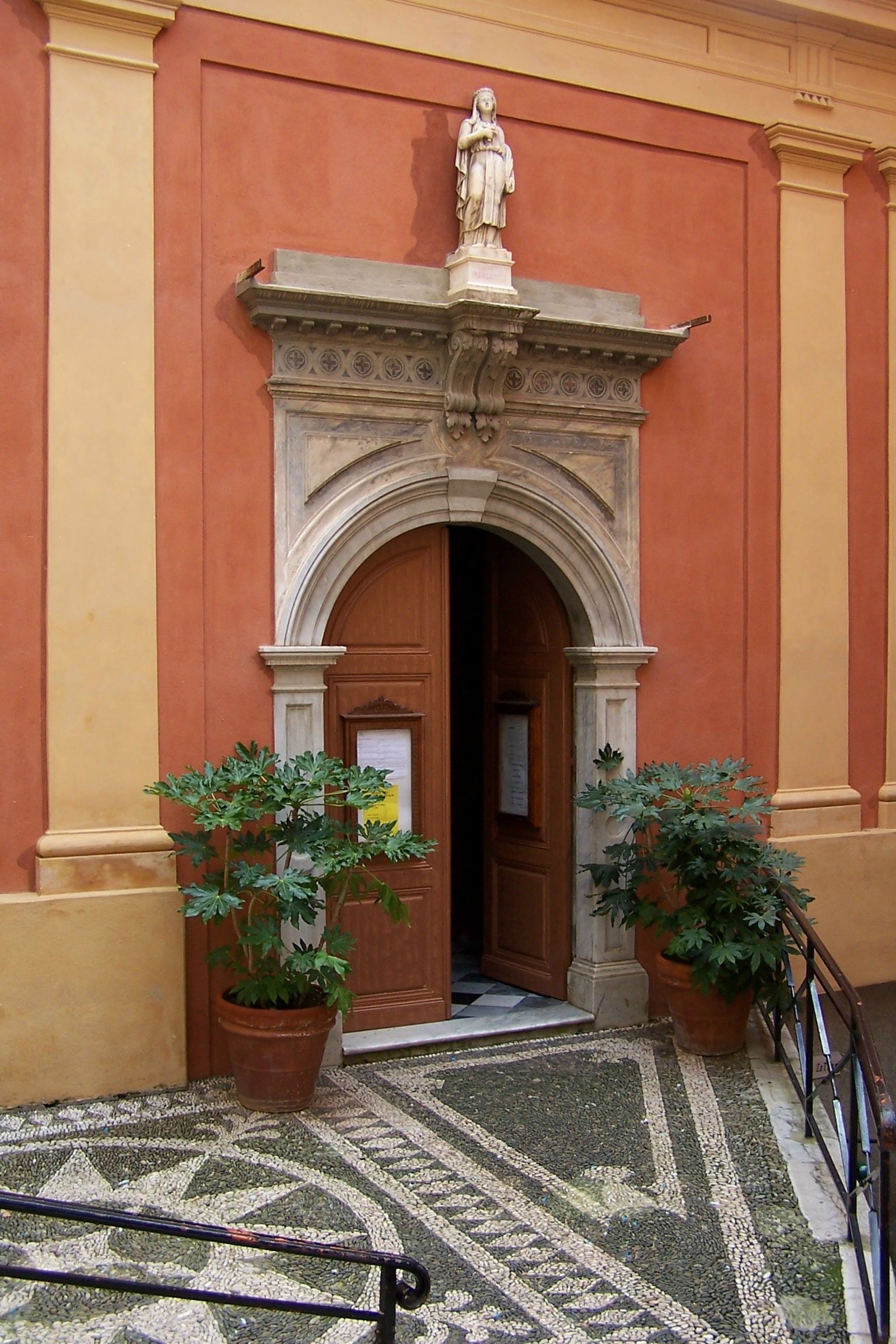
L'église Sainte-Marguerite au village.
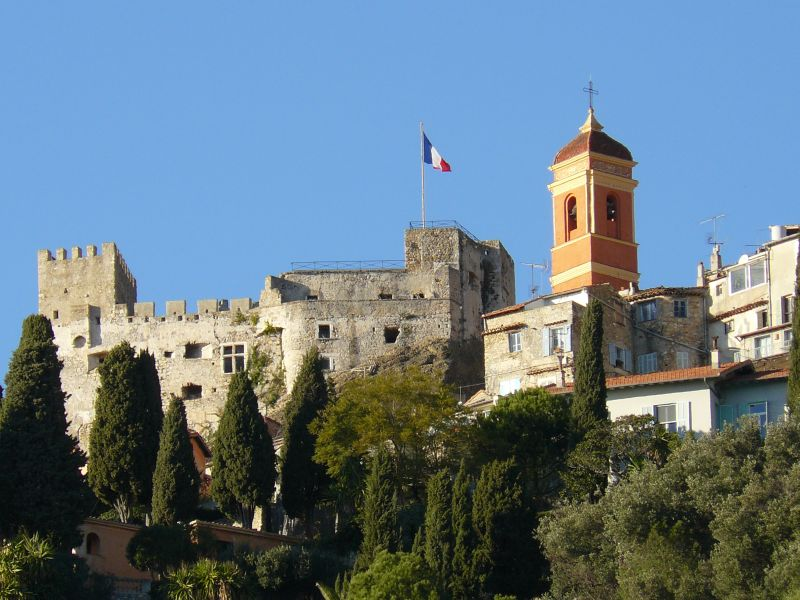
Le vieux village, vue de la nationale 7.
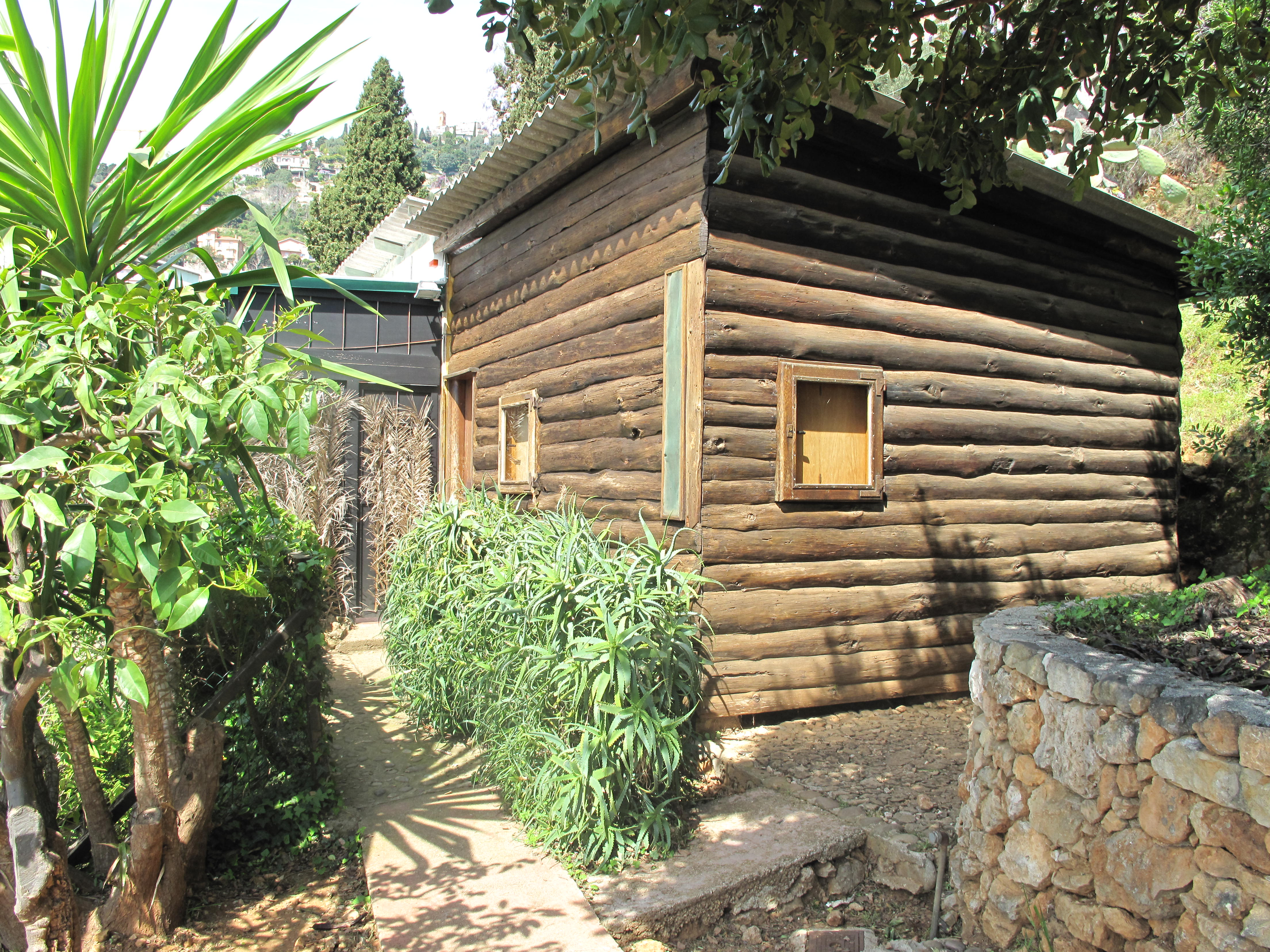
Le cabanon Le Corbusier.
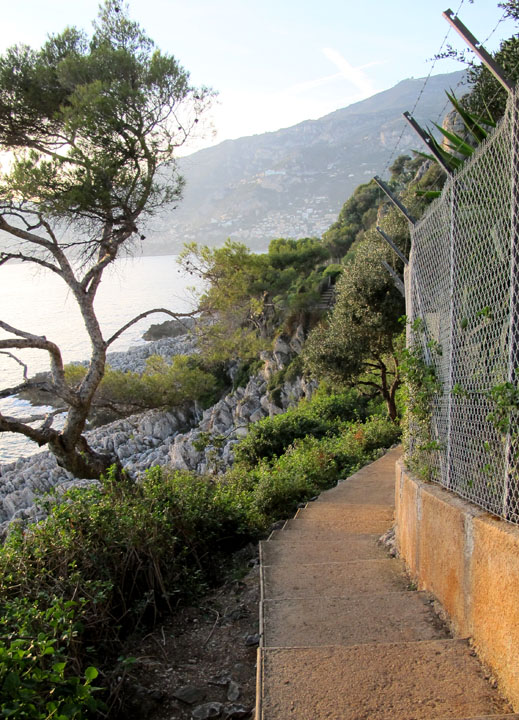
Promenade Le Corbusier[78].

### Langue
Le roquebrunasque est une variété du mentonasque.

### Personnalités liées à la commune
- Élisabeth de Wittelsbach (1837-1898), impératrice d'Autriche[79], universellement connue sous le surnom de Sissi, séjourna à Cap Martin en 1896-1897.
- William Butler Yeats (1865-1939), poète irlandais, y est mort.
- Alexandre Mikhaïlovitch de Russie (1866-1933) est enterré à Roquebrune. Son épouse Xenia Alexandrovna de Russie (sœur du dernier tsar de Russie Nicolas II, décédée à Londres en 1960) repose auprès de lui.
- Louis d'Illiers, écrivain et historien, y résida et y est mort[80].
- Simon Bussy (1870-1954), peintre et pastelliste français, et son épouse Dorothy Bussy (1865-1960), romancière, acquièrent la villa La Souco en 1903 et y réside jusqu'en 1937. Il y reçoit régulièrement des personnalités aussi diverses qu'André Gide, Roger Martin du Gard, Jean Vanden Eeckhoudt, Zoum Walter, Lytton Strachey, Gabriel Hanotaux ou Paul Valéry. L'alpiniste George Leigh Mallory y séjourne aussi au cours de l'hiver 1909-1910. Le monument aux morts néo-classique de Roquebrune-Cap-Martin est une œuvre de Simon Bussy, la mosaïque y représentant Zoum Walter en Mater dolorosa.
- Le Corbusier (1887-1965), architecte suisse puis français, est mort et enterré à Roquebrune-Cap-Martin.
- André Malraux (1901-1976) et Josette Clotis (1910-1944), s'installent à la Villa La Souco de janvier 1941 à l'automne 1942, avec un passage à la Villa Les Camélias à Cap d'Ail à la mi 1941.
- Suzanne Leppien (1907-1982), photographe, tisserande et traductrice franco-hongroise, a vécu à Roquebrune-Cap-Martin de 1945 à son décès.
- Jean Leppien (1910-1991), peintre d'origine allemande, époux de Suzanne Leppien, a vécu à Roquebrune-Cap-Martin
- Romain Gary (1914-1980), écrivain 2 fois prix Goncourt et sa femme Lesley Blanch, journaliste, possédaient une maison, Impasse Scarouget dans le vieux village.
- Jacques Brel (1929-1978) y possédait un cabanon sur la plage du Golfe bleu à Cabbé (de 1960 à 1970). Il y a composé durant ses multiples séjours, entre autres La Fanette, Le Plat Pays et Amsterdam. La ville, afin de rendre hommage à cette présence, a fait installer un buste en bronze commandé au sculpteur Cyril de La Patellière.
- Ferdinand Kulmer (1925-1998), artiste peintre né au Cap Martin.
- Mobutu Sese Seko (1930-1997), Président du Zaïre. Il posséda la villa Del Mare[81] de Roquebrune-Cap-Martin, qui avait été transformée en annexe de son palais zaïrois.
- Max Guazzini (né en 1947), avocat y est né.
- Gilles Panizzi (né en 1965), pilote de rallye français.
- Patricia Carli, chanteuse.

### Héraldique
| Blason de Roquebrune-Cap-Martin | Blason  | De gueules à la tour posée sur un mont issant d’une mer mouvant de la pointe, le tout d’or au chef du même, au franc-quartier fuselé d’argent et de gueules. |
| Blason de Roquebrune-Cap-Martin | Détails | Le statut officiel du blason reste à déterminer. |